# Tulipa botschantzevae
Tulipa botschantzevae är en liljeväxtart som beskrevs av S.N.Abramova och Zakal. Tulipa botschantzevae ingår i släktet tulpaner, och familjen liljeväxter. Inga underarter finns listade.